# Saigusaia flaviventris
Saigusaia flaviventris är en tvåvingeart som först beskrevs av Gabriel Strobl 1894.  Saigusaia flaviventris ingår i släktet Saigusaia och familjen svampmyggor. Arten är reproducerande i Sverige. Inga underarter finns listade i Catalogue of Life.